# Горила се купа у подне
Горила се купа у подне је српски филм снимљен 1993. године који је режирао Душан Макавејев који је и писао сценарио.

## Кратак садржај
Мајор Црвене армије, закасни на воз којим се совјетске окупационе снаге стациониране у Источној Немачкој, повлаче из Берлина... Телефоном се јавља у Москву и сазнаје да га је напустила жена са дететом и да се неко уселио у његов стан. Мајор одлучује да остане у Берлину и настањује се на ничијој земљи, између два Берлина. Његова једина имовина је мали самовар, парадна униформа и бели бицикл. Прве контакте има са црним тржиштем и подземљем. И док Виктор вуче своје прве потезе у игри опстанка, упознајемо се и са његовом прошлошћу.

## Улоге
| Глумац             | Улога                           |
| ------------------ | ------------------------------- |
| Светозар Цветковић | мaјор Виктoр Борисович Лазуткин |
| Анита Манчић       | Мики Мики / Владимир Лењин      |
| Петар Божовић      | Трандафил                       |
| Ева Рас            | Микијева мама                   |
| Давор Јањић        | Клошар                          |

## Награде
Филм је 1993. године добио награду за најбољи сценарио на Фестивалу филмског сценарија у Врњачкој Бањи.